# Carl Ekenberg
Carl Ekenberg, född omkring 1706, död 19 oktober 1758 i Landskrona. Han var en svensk rådman i Landskrona stad mellan 1744 och 1758.

## Biografi
Ekenberg var 1745-1749 bosatt på gård 17 i Landskrona stad. Han avled 19 oktober 1758 i Landskrona.

### Familj
Ekenberg gifte sig 8 februari 1744 i Ystad med Maria Åkerman (1721-1757). Hon var dotter till Richard Åkerman (1688-1729) och Stina Dahl. De fick tillsammans barnen Charlotta Maria (född 1744), Carl Richard (född 1746), och Johannes Antonius (1747-1748), och Gustava Johanna (född 1749).